# شهرستان عینابو
شهرستان عینابو (به لاتین: Aynaba District) یک منطقهٔ مسکونی در سومالی‌لند است که در سول (سومالی) واقع شده‌است.